# Philippe de la Noye
Philippe de la Noye (Leiden, 7 december 1602 - Bridgewater (Massachusetts), 22 augustus 1681), ook geschreven als Phillippe de Lannoy (in de Waalse spelling) en later verengelst tot Philip Delano, was een hugenoot van Franse afkomst die naar de Nieuwe Wereld emigreerde. De Amerikaanse presidenten Franklin Delano Roosevelt en Ulysses S. Grant stammen van hem af.

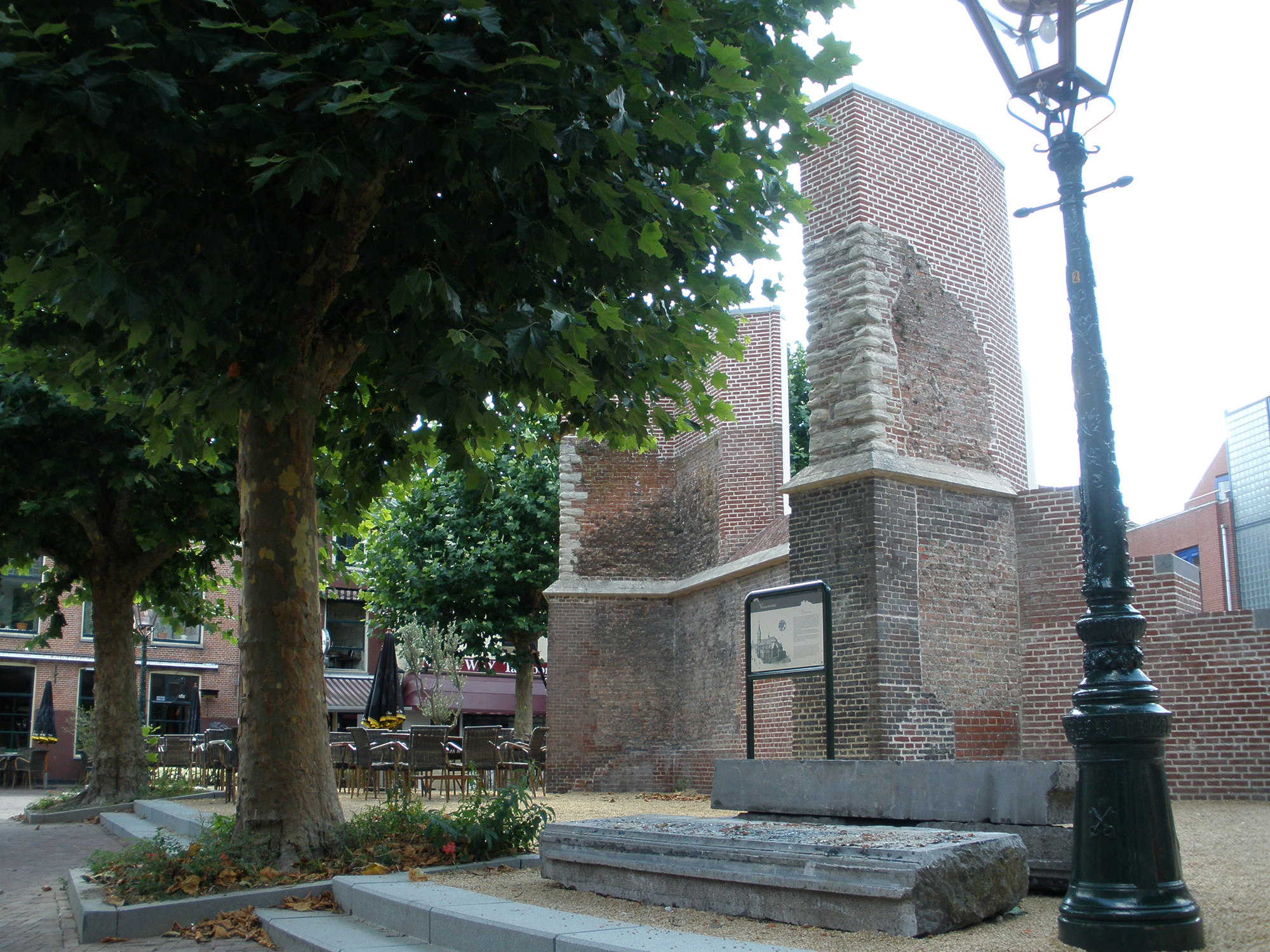
Ruïne van de Vrouwekerk in Leiden, waar Philippe de la Noye in 1603 gedoopt werd

Hij was een zoon van Jean de Lannoy (vernederlandst tot Jan Lano) en Marie le Mahieu, Noord-Franse hugenoten die eerst naar Engeland en later naar Leiden waren gevlucht. Zijn vader was afkomstig uit Rijsel en zijn moeder uit Tourcoing (Toerkonje). In 1603 werd hij gedoopt in de Vrouwekerk in Leiden, die dienstdeed als Waalse kerk.
In 1621, op 19-jarige leeftijd, volgde hij zijn oom Francis Cooke naar de Plymouth Colony, de Amerikaanse kolonie van de Pilgrim Fathers. Hij reisde aan boord van de Fortune, het tweede schip van de Pilgrims (na de Mayflower). De La Noye kwam in november 1621 aan in de Plymouth Colony, kort na de eerste Thanksgiving-viering. Hij kreeg een stuk land toegewezen, maar verkocht het in 1627 en ging in het nabije Duxbury (Massachusetts) wonen, waar hij een boerderij had.
De la Noye trouwde op 19 december 1634 in Plymouth Colony met Hester Dewsbury. Ze kregen vier zoons en vier dochters. Na haar dood trouwde hij nogmaals, op 17 januari 1652 (of 1653), ditmaal met Mary Pontus Glass, die net als hij in Leiden was geboren. Met Mary kreeg hij een zoon.
Hij vocht in 1637 als vrijwilliger in de Pequotoorlog, een conflict tussen de Europese kolonisten en plaatselijke indiaanse stammen. In 1652 kocht De la Noye samen met 33 andere kolonisten een stuk land, nu Dartmouth (Massachusetts), van Wampanoag-opperhoofd Massasoit. De la Noye gaf zijn deel, ongeveer 800 acres (3,2 km²), aan een van zijn zoons.
Zijn afstammelingen, de Delano's (een verbastering van "de la Noye"), werden een van de machtigste families van Massachusetts. De Delano's brachten onder meer twee Amerikaanse presidenten voort, Franklin Delano Roosevelt en Ulysses S. Grant.
- Library of Congress Control Number: n2011067354
- Virtual International Authority File: 187405253
- WorldCat: E39PBJhxhf7HCfKdRgjcDJhGpP